# Flygvapenmuseum
Il Museo dell'aeronautica svedese (in svedese: Flygvapenmuseum) si trova nella base aerea di Malmen a Malmslätt, appena fuori Linköping, in Svezia. Malmen è il luogo in cui il barone Carl Cederström, soprannominato "il Barone Volante", fondò la sua scuola di volo nel 1912. La base aerea di Malmen è la sede della scuola di volo reale svedese che gestisce gli addestratori di jet SAAB 105 (SK60). Insieme al Museo dell'esercito svedese (Armémuseum) a Stoccolma, il Flygvapenmusem costituisce l'agenzia governativa Statens försvarshistoriska museer ("Musei svedesi delle forze di difesa").

## Storia
La collezione di manufatti del museo comprende aerei, motori, strumenti e uniformi. Il museo dispone di un centro di conoscenza (faktarum), con biblioteca e archivi, contenente libri, periodici, progetti, fotografie e archivi personali relativi all'aviazione. L'istituzione del Museo dell'aeronautica svedese è stata anche aiutata dalla ÖFS - Östergötlands Flyghistoriska Sällskap (Società per la storia dell'aviazione dell'Östergötland). Oggi, ÖFS funge da organizzazione di supporto per il museo e lavora attivamente a compiti come il restauro di aeromobili.
Il museo esiste dal 1984 e fungeva sia da museo dello squadrone dell'Östgöta Wing che da magazzino di stoccaggio a Ryd. L'inaugurazione del museo nel 1984 ha segnato l'inizio di un museo dell'aviazione pubblica a Malmen, la culla dell'aviazione svedese. Nel 1989, il museo ha subito un'ulteriore espansione con una seconda sala espositiva, che gli ha permesso di esporre una vasta collezione di aerei dal decennio successivo al 1910 all'odierno JAS 39 Gripen.

## Progetto e strutture
Nel 2010 il museo ha subito un'opera di ampliemanto e restaro. Le esposizioni sono ora divise in ere temporali, per esempio: 1. Pionieri dell'aviazione, che descrive i primi sviluppi nella storia dell'aviazione svedese nel periodo 1910-1926. 2. Tra le due guerre, che descrive l'istituzione dell'aeronautica svedese ei primi sviluppi dell'industria aeronautica svedese nel periodo 1926-1939. 3. La seconda guerra mondiale, quando l'aeronautica svedese aumentò di dimensioni ei primi aerei SAAB si unirono nel periodo 1939-1945. 4. Tecnologia aeronautica 5. Svezia durante la Guerra Fredda, che mostra i preparativi fatti in caso di guerra nel periodo degli anni '50 -'80.
Le varie mostre, tra cui gli aerei esposti, sono disposte su tre livelli nel museo. Ci sono due grandi sale espositive delle dimensioni di un hangar con un gran numero di aeromobili e un terzo al piano di sotto che mostra il DC-3 che fu abbattuto nel 1952 e alla fine trovato nel 2003. Dopo il deposito temporaneo, l'aereo fu collocato nella sua posizione finale presso il Flygvapenmuseum il 13 maggio 2009.

## Riconoscimenti
il Flygvapenmuseum ha vinto il premio per il Museo svedese dell'anno 2011. Il Flygvapenmuseum ha anche vinto il premio per la Mostra dell'anno 2010. Il premio Museo svedese dell'anno 2011 è sponsorizzato dalla sezione svedese del Consiglio internazionale dei musei (ICOM) e dall'Associazione dei musei svedesi. Il premio per la Mostra dell'anno 2010 è sponsorizzato da FORUM per gli espositori.

## Collezioni

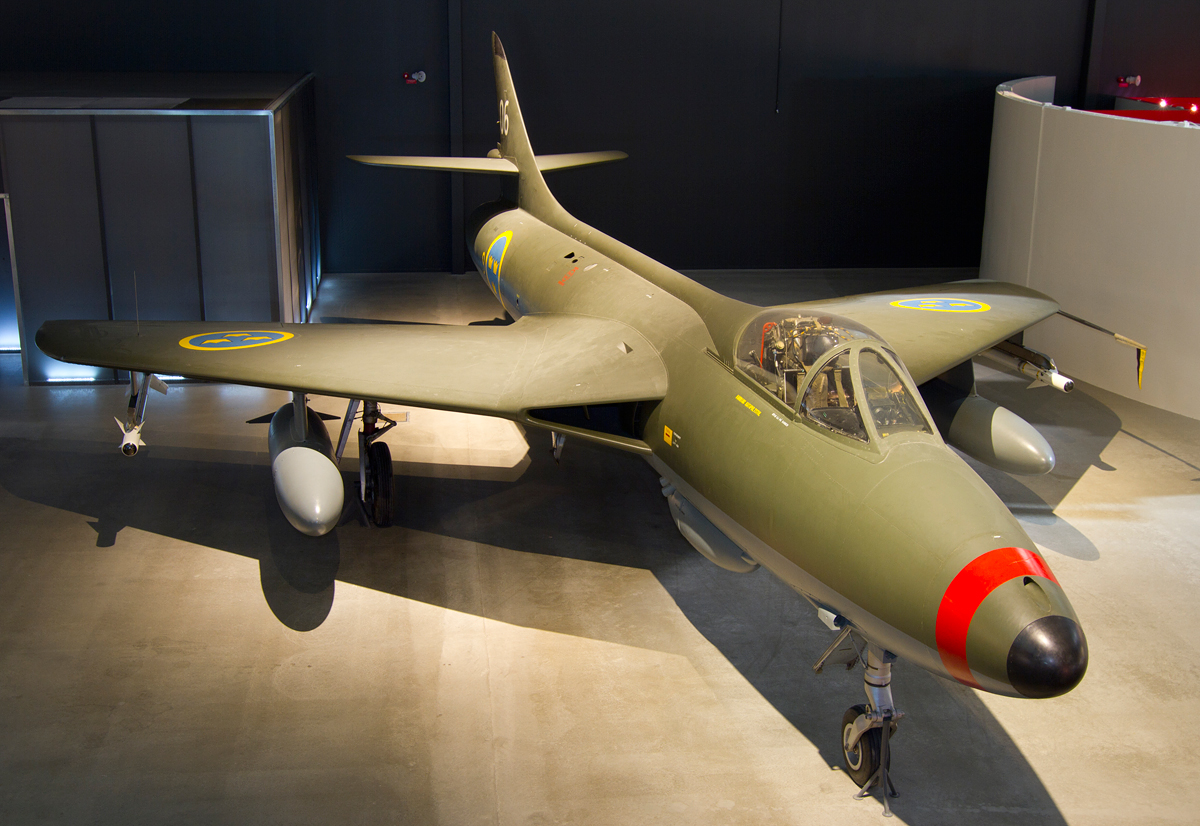
Un J34 Hawker Hunter in esposizione al museo

Un bombardiere bimotore Junkers Ju 86 di fabbricazione tedesca (l'unico rimasto al mondo) e una vasta gamma di velivoli di fabbricazione britannica, americana, italiana e svedese (tra gli altri) rivelano la diversità dei mezzi in dotazione dall'aeronautica svedese compresi gli aerei di ogni fase dell'aviazione militare svedese. Oggetti da esposizione degni di nota risalenti ai giorni pionieristici della prima guerra mondiale includono un addestratore Albatros B.IIa (Sk 1 o Ö2), nonché aerei da combattimento Nieuport e Bréguet. Sono esposti tutti gli aerei di servizio significativi degli anni del dopoguerra, dal Saab J 29 "Flying Barrel", un robusto caccia degli anni '50, al moderno caccia multiruolo di quarta generazione JAS 39 Gripen. Recentemente, sono state aggiunte nuove mostre, basate sull'aereo ELINT Tp 79 (designazione dell'aeronautica svedese per C-47) recuperato, abbattuto da un MiG-15 sovietico nel 1952. C'è anche un simulatore Saab 39 Gripen nel museo. Appena fuori dal museo sono in mostra una English Electric Canberra (Tp 52), Vickers Varsity (Tp 82) e Douglas C-47A Skytrain (Tp79), ma non ancora completamente restaurate. Di recente, c'è stato anche un Hunting-Percival Pembroke (Tp83) all'esterno del museo. Tuttavia, questo è stato spostato per il restauro.

## Velivoli esposti nelle varie sale
- Sk 1 Albatros (Albatros B.II)
- HKP 3C (Agusta Bell 204)
- Breguet Type IV U.1
- Bristol Bloodhound II (Rb 68)
- Sk 25 (Bücker Bü 181 Bestmann)
- B 16 (Caproni Ca.313)
- Tp 47 (Canadian Vickers PBV Canso)
- J 28A (Vampire)
- J 33 (De Havilland Venom NF.51)
- Sk 9 (De Havilland DH. 60T Moth Trainer)
- Donnet-Lévêque L II
- Douglas DC-3 (Tp79) Wreckage
- FFVS J 22-2
- Fiat J11 (CR42)
- S 14 (Fiesler Fi 156 Storch)
- Sk 12 (Focke Wulf Fw 44J Stieglitz)
- S 6A (Fokker C.V E)
- FVM Ö1 Tummelisa
- J 8A (Gloster Gladiator Mk.II)
- B 4A (ASJA built Hawker Hart)
- J 34 (Hawker Hunter Mk.50)
- Heinkel HD 35 (Sk 5)
- B 3C-2 (Junkers Ju 86K)
- HKP 4B (Boeing-Vertol KV-107)
- HKP 9A  (MBB Bo 105)
- Mikoyan-Gurevich MiG-15
- M1 (Nieuport IV)
- North American NA-16 (Sk 14)
- J 26 (North American P-51D Mustang)
- J 1 (Phönix 122/Phönix C.I)
- Sk 10 (Raab RK-26 Tigerschwalbe)
- J 20 (Reggiane Re.2000 Falco)
- Saab S 17BL
- Saab B 18B
- Saab J 21A-3
- Saab A 21R
- Saab S 29C
- Saab A 32A Lansen
- Saab J 35D Draken
- Saab AJS 37 Viggen
- Saab JAS 39 Gripen
- Saab SK 60A
- Saab 210
- J 9 (Seversky EP-106)
- HKP 2 (Aerospatialle Alouette II)
- S 31 (Supermarine Spitfire PR.XIX)
- Thulin G
- Hkp 1 (Vertol 44A)
- AB Flygindustri Se-104 (DFS Weihe)

## Esposizione esterna
- TP 79 (Douglas C-47)
- TP 52 (English Electric Canberra T11)
- Tp 82 (Vickers Varsity)

## Non in esposizione o in restauro
- HKP 3C (Agusta Bell 204)
- HKP 6A x3 (Agusta Bell 206)
- HKP 6B (Agusta Bell 206)
- Tp 45 (Beechraft C-45)
- Sk 25 (Bücker Bü 181 Bestmann)
- Tp 46 (DeHaviland DH.104 Dove)
- Sk 11A (ASJA built De Havilland DH.82 Tiger Moth)
- J 28B (DeHaviland Vampire FB.5)
- J 28C (DeHaviland Vampire T.55)
- Fpl 53 (Dornier Do 27)
- Douglas A-1 Skyraider
- Gloster Meteor T Mk.7
- HKP 5B (Schweizer 296C)
- HKP 4A (Boeing-Vertol KV-107)
- Sk 15A (Klemm Kl 35)
- Mikoyan-Gurevich MiG-15
- Macchi M.7
- Fpl 801 (Malmö Flygindustri MFI-9B)
- Fpl 54 (MFI-10C Vipan)
- MFI-15
- Sk 16A (Noorduyn AT-16 Harvard)
- Tp 78 (Noorduyn Norseman)
- Tp 83 (Percival P.66 Pembroke)
- Saab J 29B
- Saab J 29F
- Saab S 32C
- Saab J 32E Lansen x2
- Saab J 32B Lansen x2
- Saab S 35E Draken x2
- Saab J 35F Draken
- Saab J 35J Draken
- Saab SK 35C Draken
- Saab AJ 37 Viggen
- Saab JA 37 Viggen
- Saab SK 37 Viggen
- Saab Sk 50 Safir  x2
- Saab Sk 50B Safir
- Saab SK 60B
- SK 61 (Scottish Aviation Bulldog) x3
- SNCAC NC.701 Martinet
- P1 (Sparmann S1A)
- TP 85 (Sud Aviation Caravelle)
- TF-35
- G 101 (Stamer Lippisch Zögling)
- DFS Kranich (Grunau Baby)
- AB Flygplan Se-103 (DFS Kranich II)